# Sambar

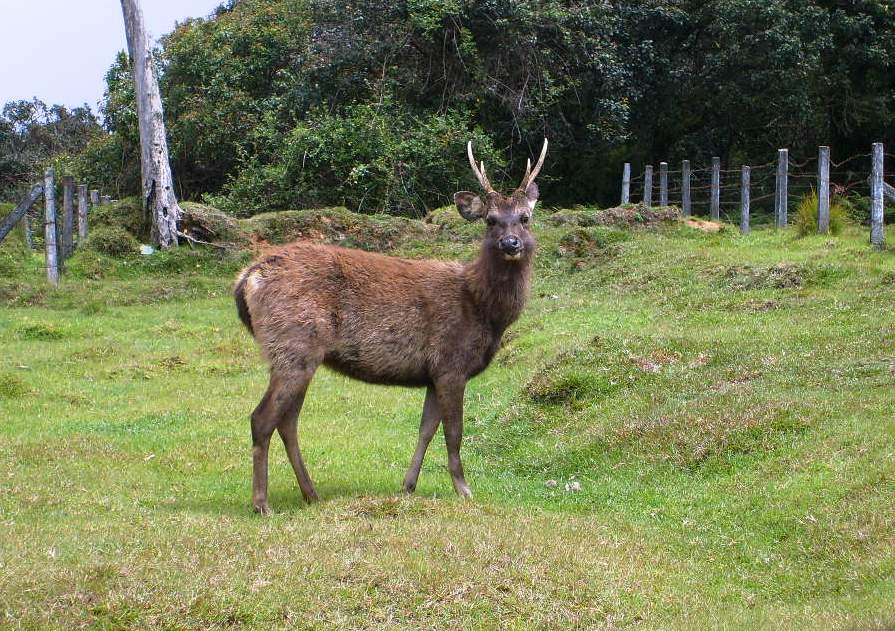
Junger Sambarhirsch

Der Sambar oder Pferdehirsch (Cervus unicolor, Syn.: Rusa unicolor) ist ein in Süd- und Südostasien verbreiteter Hirsch.

## Merkmale
Der Sambar ist ein sehr großer Hirsch mit einer Kopf-Rumpf-Länge von 160 bis 250 Zentimetern und einer Schulterhöhe von 100 bis 160 cm. Das Gewicht beträgt 110 bis 260 Kilogramm. Männliche Sambars sind deutlich größer und schwerer als weibliche. Die Körpergröße nimmt innerhalb des Verbreitungsgebiets von Westen nach Osten ab, so dass die größten Sambars in Indien und die kleinsten in Südostasien zu finden sind. Das Fell ist stets einfarbig, in der Färbung aber zwischen den Individuen variabel. Die Fellfarbe reicht von Gelbbraun bis Dunkelbraun, selten gibt es auch fast schwarze oder graue Sambars. Weibchen und Jungtiere sind in der Regel heller als Männchen, und die Jungtiere sind stets ungefleckt.
Der Schwanz hat eine Länge von 25 bis 30 cm und ist damit für Hirsche recht lang. Seine Unterseite ist weiß. Diese Signalfarbe wird deutlich sichtbar, wenn der Sambar flieht und seinen Schwanz aufstellt. Das Fell des Sambars ist in der Regel kurz; in Gegenden mit klimatisch wechselnden Jahreszeiten wird es im Winter dichter und länger.
Kennzeichnend ist das große Geweih des Männchens, dessen Stangen fast immer dreiendig sind. Die nach vorn gerichtete Augsprosse erreicht etwa 50 % der Länge der Stange. Die Stange gabelt sich weiter, wobei das vordere Ende in der Regel länger als das hintere ist. Bei 10 % der Männchen gibt es ein viertes Ende durch eine weitere Gabelung der Stange, selten auch der Augsprosse. Die durchschnittliche Länge des Geweihs beträgt 110 cm. Übertroffen wird dies unter den Hirschen nur vom Elch, vom Rothirsch und vom Rentier. Bei dieser tropischen Hirschart ist das Geweihwachstum nicht synchronisiert; im selben Lebensraum kommen männliche Tiere vor, die gerade ihr Geweih schieben, und solche, die ihr Geweih bereits von der nährenden und schützenden Basthaut befreit haben.

## Verbreitung und Lebensraum

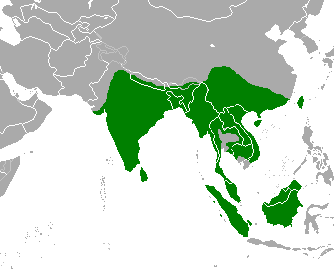
Verbreitungsgebiet des Sambarhirsches

Das Verbreitungsgebiet des Sambar reicht von Indien und dem Süden Chinas bis zur Malaiischen Halbinsel und umfasst zusätzlich die Inseln Sri Lanka, Sumatra, Borneo, Taiwan und Hainan. Sein Lebensraum sind vorwiegend Wälder, die frei von Störungen durch den Menschen sind. In gebirgigen Gegenden ist er bis in Höhen von 3500 Metern zu finden.
Sambars wurden auch in Australien, Neuseeland, Südafrika sowie in den US-Bundesstaaten Kalifornien, Texas und Florida eingeführt. Dagegen ist eine Einführung auf Tasmanien und in Brasilien gescheitert. In Australien und Neuseeland wurde außerdem der verwandte Philippinenhirsch eingeführt. Da sich beide Arten miteinander vermischt haben, sind viele der dortigen Populationen keine reinen Sambars mehr.

## Lebensweise

### Aktivität

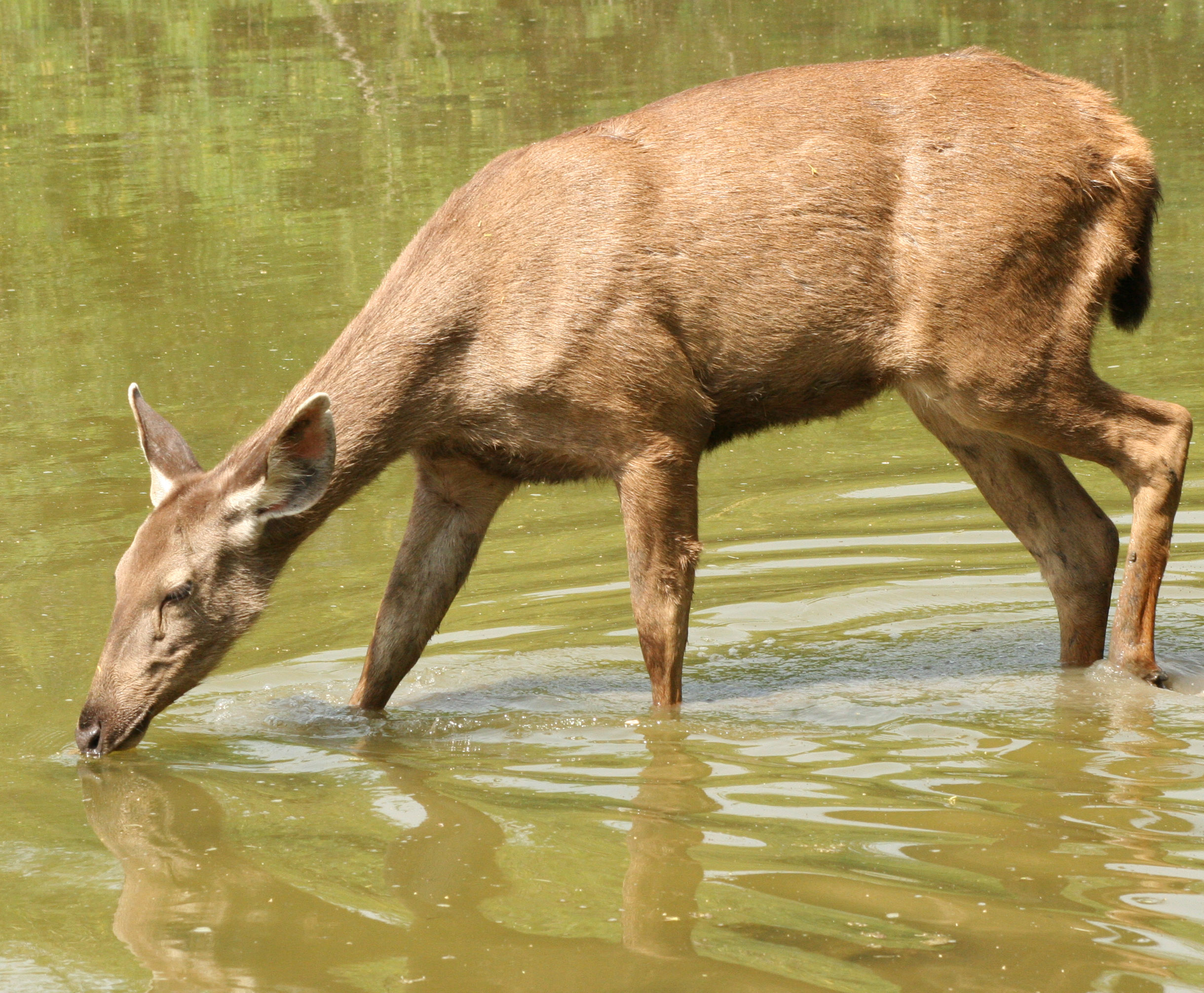
Weibchen des Sambarhirsches

Sambars sind dämmerungs- und nachtaktive Tiere, die zudem sehr scheu und somit selten zu sehen sind. Die Nachtaktivität mag aber durch den Menschen verursacht sein, denn in Gegenden ohne menschliche Störungen finden sich auch tagaktive Populationen.
Weibchen und deren Junge bilden kleine Gruppen. In der Regel umfassen diese nur ein Muttertier mit seinem Kalb des aktuellen Jahres und eventuell einem weiblichen Kalb des Vorjahres. Gelegentlich schließen sich zwei oder mehr Weibchen zusammen. Auch junge Männchen unter sechs Jahren bilden kleine Gruppen. Männchen über sechs Jahren sind Einzelgänger.
Als Aktionsraum wurden in Indien 1500 Hektar bei Männchen und 300 Hektar bei Weibchen festgestellt.
Ob Sambars in kleinen Familiengruppen oder Rudeln leben, ist vom jeweiligen Lebensraum bestimmt. In Waldgebieten überwiegen kleine Familiengruppen, während ältere Männchen überwiegend einzelgängerisch sind oder sehr kleine Gruppen von zwei oder drei Individuen bilden. Dort, wo sie offenere Lebensräume besiedeln, kommen Rudel vor, die bis zu fünfzig Individuen umfassen. Auch hier halten sich die adulten Männchen eher am Rand des Rudels auf.

### Ernährung
Sambars sind bei der Wahl ihrer pflanzlichen Nahrung Generalisten. Sie fressen Gräser, Kräuter, Blätter und Früchte, wobei von Sträuchern und Bäumen gewonnene Nahrung einen höheren Anteil als vom Boden aufgenommene Pflanzen ausmachen. In Indien steht beim Sambar eine größere Anzahl von Pflanzenarten auf dem Speiseplan als bei jedem anderen Huftier. In Gegenden mit klimatisch wechselnden Jahreszeiten, beispielsweise an den Hängen des Himalaya, werden im Winter Farne, Bambus und Baumrinde genommen. Sambars müssen regelmäßig trinken und entfernen sich daher niemals allzu weit vom Wasser.

### Fortpflanzung
Männliche Sambars errichten während der Brunft Reviere, die sie gegen Artgenossen des gleichen Geschlechts erbittert verteidigen. In dieser Phase schwellen ihre Hälse an, die Voraugendrüsen sind vergrößert, sie verströmen einen strengen Geruch und sind außerordentlich aggressiv. Vermehrt wälzen sie sich im Schlamm, so dass das Fell oft von Schlamm bedeckt ist. Sie reiben ihre Voraugendrüsen an Bäumen und bespritzen mit ihrem beweglichen Penis alle Teile des Körpers einschließlich des Gesichts mit Urin. In Kämpfen unter den Männchen stellen sich Sambars oft auf die Hinterbeine und schlagen dann von oben mit dem Geweih auf den Konkurrenten – ein unter Hirschen einmaliges und eher an Ziegen erinnerndes Verhalten. Durch die spitze, vorstehende Augsprosse kommt es bei diesen Kämpfen regelmäßig zu schweren Verletzungen, die auch tödlich ausgehen können.

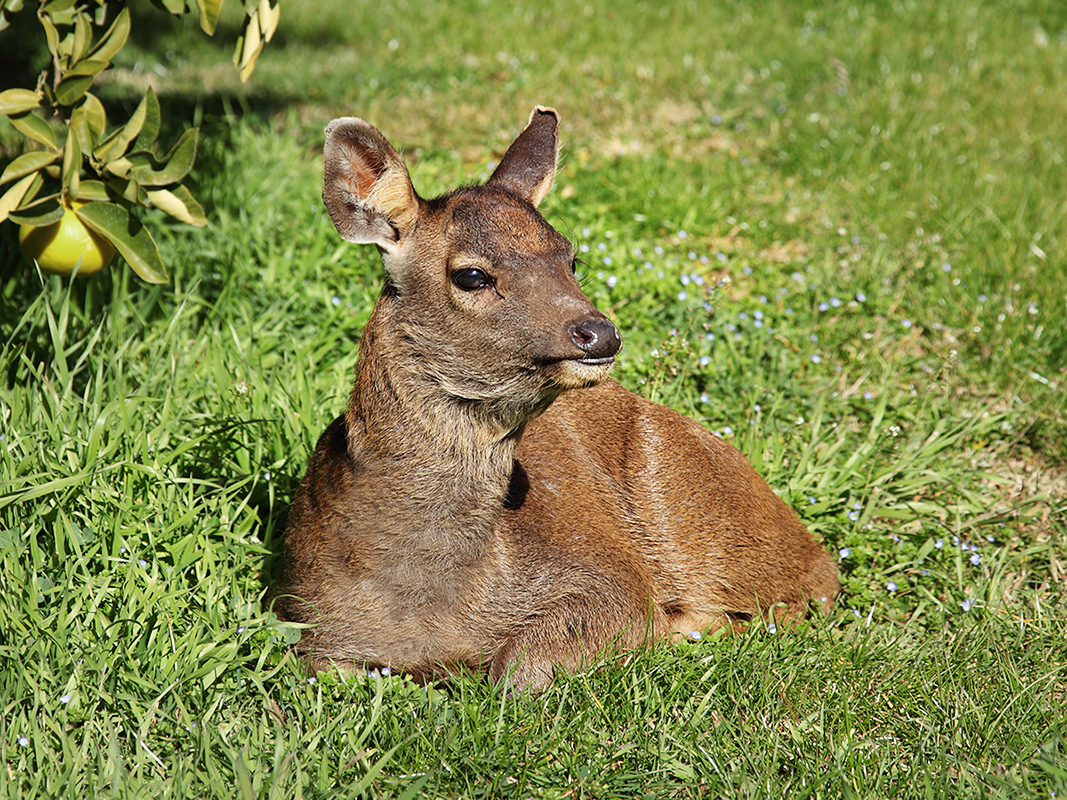
Junger Sambar im Alter von etwa sechs Wochen

Weibchen lösen sich von ihren Gruppen, suchen die brünftigen Männchen auf und kopulieren mit diesen. Eine bevorzugte Jahreszeit scheint es hierfür nicht zu geben; Kopulationen und Geburten finden über das ganze Jahr verteilt statt. Zwischen zwei Geburten liegen 330 bis 370 Tage. Die Tragzeit beträgt acht Monate. In der Regel kommt ein Junges zur Welt, Zwillingsgeburten sind sehr selten. Jungtiere bleiben mindestens ein Jahr beim Muttertier; männliche Junge gehen dann ihrer Wege, während weibliche Junge auch ein weiteres Jahr bleiben können.
In Gefangenschaft erreichten Sambars ein Alter von 28 Jahren und fünf Monaten. In freier Wildbahn werden sie selten älter als zwölf Jahre. Untersuchungen in Indien zeigten, dass 50 % der Sambars vor dem Vollenden des ersten Lebensjahres sterben.

## Krankheiten und Feinde

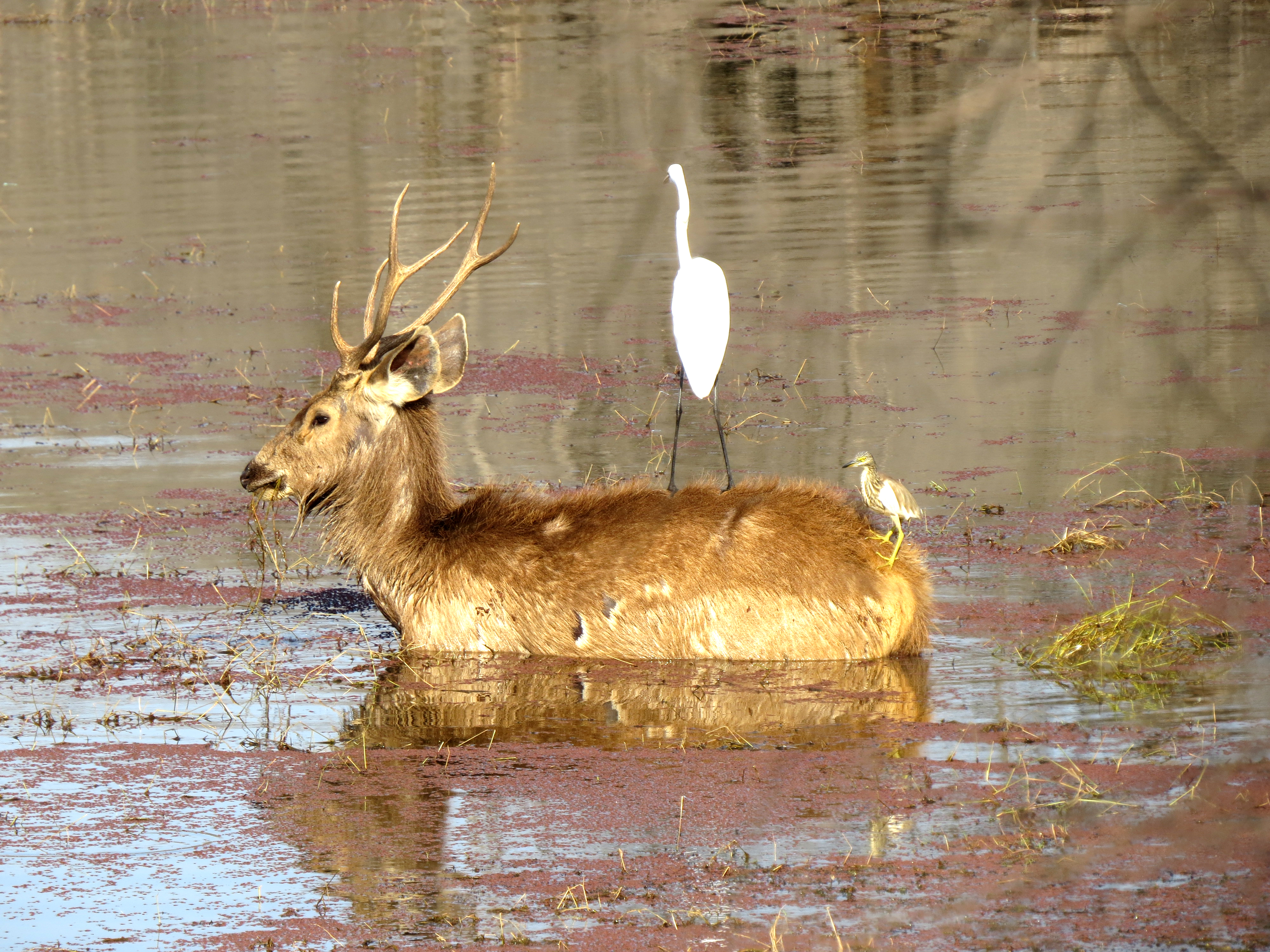
Sambar mit tierischen Begleitern

Zu den bei Sambars festgestellten Krankheiten zählen die Maul- und Klauenseuche, die Sichelzellenanämie, die Bovine Virusdiarrhoe und das Bösartige Katarrhalfieber. Keine dieser Krankheiten hat aber nennenswerte Auswirkungen auf die Populationen. 18 Endo- und 40 Ektoparasiten sind bekannt. Wenn Bremsen, Wadenbeißer und andere Stechfliegen während der Regenzeit massenhaft auftreten, fliehen Sambars oft ins Wasser und halten sich dort lange Zeit auf. Oft lassen sie sich auch bereitwillig von Kuhreihern, Wanderbaumelstern und anderen Vögeln die Parasiten aus dem Fell lesen.
Ausgewachsene Sambars haben kaum Feinde zu fürchten. Eine Ausnahme ist der Tiger, dem selbst ausgewachsene Männchen zum Opfer fallen. Wo Tiger und Sambars gemeinsam vorkommen, gehören die Hirsche zu den wichtigsten Beutetieren der Katze. In den Nationalparks Bandipur und Nagarhole sind 29 bzw. 37 % aller Beutetiere der Tiger Sambarhirsche. Dagegen reißen Leoparden meistens Kälber; bei ihnen sind in den genannten Parks 5 bis 10 % der Beutetiere Sambars.
Auch Rothunde können Sambarkälber reißen. Dagegen wurde nie nachgewiesen, dass Wölfe und Streifenhyänen Sambars gefährlich werden können.
Sambars gehören zu den wenigen Hirschen, die sich aktiv gegen Feinde zur Wehr setzen. Vor allem Weibchen setzen viel für die Verteidigung ihrer Kälber aufs Spiel. Mehrere Weibchen bilden mitunter einen Kreis und nehmen Jungtiere in die Mitte, so wie es auch Moschusochsen tun. In einem Fall wurde sogar beobachtet, wie ein Muttertier einem Leoparden folgte, der ihr Kalb davontrug; ihre Verfolgung war dabei so hartnäckig, dass der Leopard die Beute schließlich fallen ließ. Sambars greifen Rot- und Haushunde, die sie belästigen, eher an. Jäger machen sich dieses Verhalten häufig zunutze und hetzen Hunde auf sie. Da die Hunde die Sambars ablenken, können sich Jäger ihnen nahe genug nähern, um sie zu töten.

## Systematik und Name

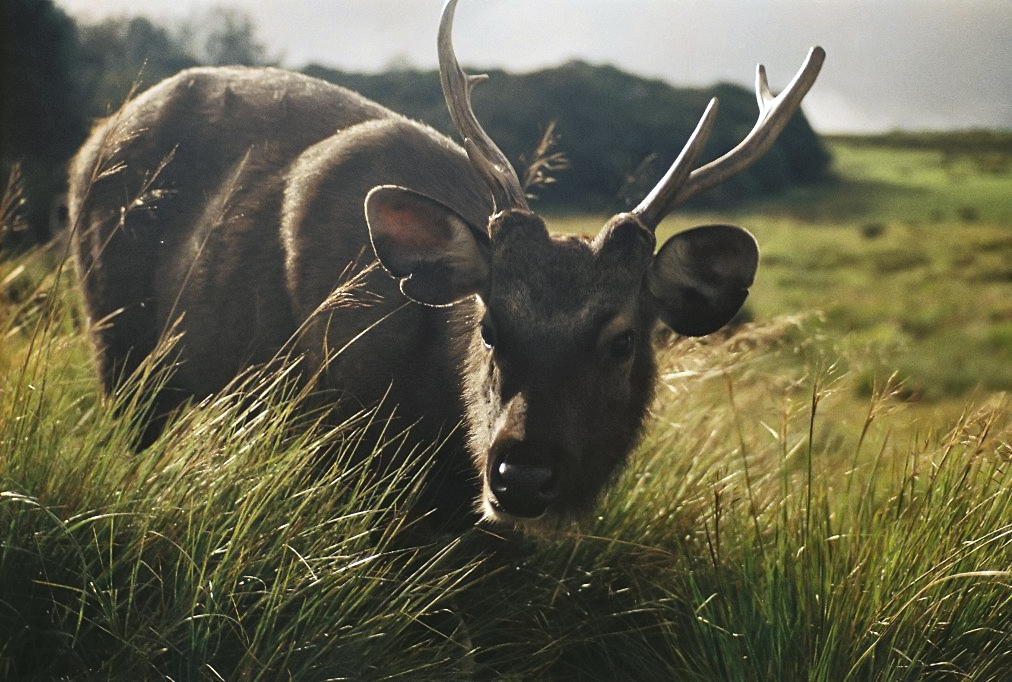
Männchen des Sambars auf Sri Lanka

Der Sambar wird je nach Lehrmeinung der Gattung Rusa oder Cervus zugeordnet. Wo er zu Cervus gestellt wird, ist Rusa die Untergattung. Ursprünglich wurde er von Kerr 1792 als Axis unicolor und Axis major beschrieben – er hielt kleinere und größere Sambars für zwei verschiedene Arten. Bechstein korrigierte 1799 zu Cervus unicolor. Die heute meistens verwendete Kombination Rusa unicolor wurde erstmals 1910 von Pocock verwendet.
Seit der Erstbeschreibung wurde eine Vielzahl von Namen für den Sambar verwendet. In seinem riesigen Verbreitungsgebiet hielt man immer wieder einzelne Populationen des Sambars für neue Arten. Zudem wurde eine Vielzahl von Unterarten beschrieben.
Nach heutiger Lehrmeinung gibt es sieben Unterarten:
- Rusa unicolor unicolor in Indien, Nepal und Bangladesch sowie auf Sri Lanka
- Rusa unicolor dejeani in Zentral-China
- Rusa unicolor cambojensis in Süd-China, Myanmar, Thailand, Laos, Kambodscha und Vietnam sowie auf dem malayischen Festland
- Rusa unicolor hainana auf Hainan
- Rusa unicolor swinhoii auf Taiwan
- Rusa unicolor equina auf Sumatra
- Rusa unicolor brookei auf Borneo

Der Name „Sambar“ stammt aus dem Hindi (sāmbar oder sābar) und leitet sich letztlich von der Sanskrit-Bezeichnung śambara ab. Weitere im Deutschen gebräuchliche Namen sind „Aristoteleshirsch“ und „Pferdehirsch“. In China ist zudem der Name „Vieraugenhirsch“ gebräuchlich, der von den großen Voraugendrüsen rührt. Die Briten bezeichneten den Sambar in Indien wegen seiner Größe als elk, also als „Elch“, was zoologisch nicht korrekt ist.

## Menschen und Sambars

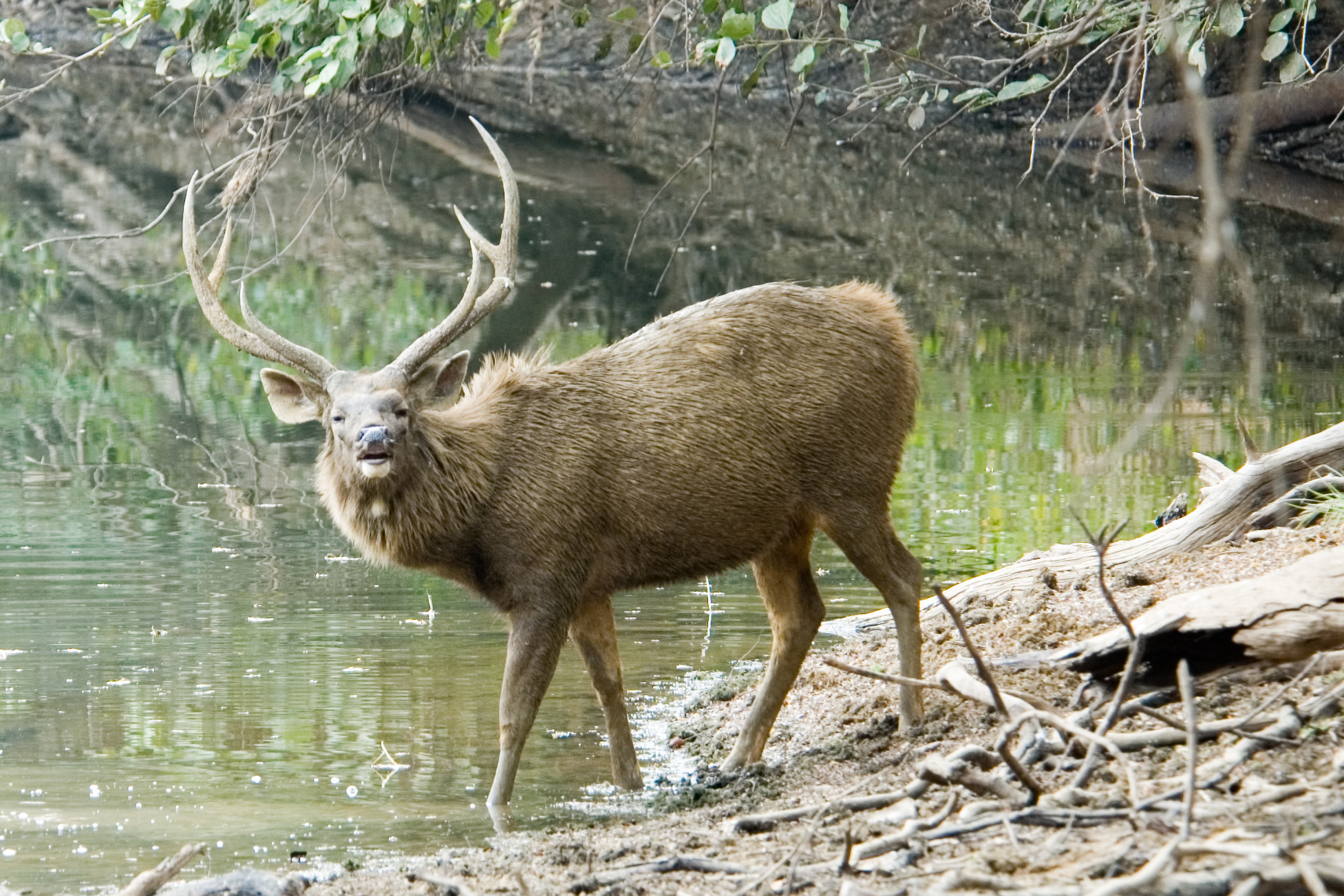
Vorderindischer Sambarhirsch (Cervus unicolor unicolor), Ranthambhore-Nationalpark, Indien

Die früheste Beschreibung eines Sambars geht auf Aristoteles zurück, der ihn als ein Tier Indiens mit dreiendigen Geweihstangen beschrieb. Heute ist der Sambar ein oft in Zoos gezeigtes Tier und durch Einführungen auf anderen Kontinenten heimisch geworden. Dennoch ist es um die Bestände in Asien nicht gut bestellt; die IUCN stufte den zuvor als nicht gefährdet geltenden Sambar 2008 als vulnerable („gefährdet“) ein, da es in zahlreichen Ländern seines Verbreitungsgebiets dramatische Bestandsrückgänge gibt. Die Hauptursachen dafür sind die Jagd und die Zerstörung der Wälder. Ein Grund für die Jagd ist der Fleischbedarf, ein anderer die bloße Vergnügungs- und Trophäenjagd. Fleisch spielt vor allem in Südostasien eine Rolle; in Vietnam und Indonesien ist Sambarfleisch das beliebteste Wildfleisch. Zugenommen hat aber auch die Trophäenjagd durch reiche Großstädter. Geweihe von Sambars finden sich in Südostasien auf manchen Touristenmärkten.
Die folgende Auflistung stellt die Situation des Sambars in den Ländern seines natürlichen Verbreitungsgebiets dar:
- Indien: Der Sambar ist nirgendwo häufig. Aufgrund der guten Schutzmaßnahmen in Nationalparks des Landes gilt der Bestand aber als stabil. Außerhalb solcher Schutzgebiete sind Sambars kaum noch anzutreffen.
- Sri Lanka: Stetige Abnahme der Populationen durch Wilderei.
- Nepal: Der Sambar kam stets nur im äußersten Süden des Landes vor. Reichliche Bestände gibt es nur noch im Bardiya-Nationalpark. Ansonsten auch hier Populationsrückgänge durch Wilderei.
- Bangladesch: In den 1960ern galt der Sambar noch als häufig. Seitdem gab es einen stetigen Rückgang. Die heutigen Restbestände sind so klein, dass der Sambar in Bangladesch als vom Aussterben bedroht gelten muss.
- China: Während des 20. Jahrhunderts gab es die meiste Zeit einen Rückgang der Bestände, der dazu führte, dass es vor allem in Zentral-China nur noch ein verstreutes Verbreitungsgebiet mit vielen inselartigen Vorkommen gibt. In jüngerer Zeit gab es aber eine Entspannung. Auf Hainan und in Guangdong wachsen die Bestände sogar wieder.
- Taiwan: Seit 1989 ist die Jagd auf Sambars verboten. Der Schutz ist effektiv und hat dafür gesorgt, dass es auf Taiwan eine höhere Populationsdichte von Sambars gibt als in allen anderen asiatischen Ländern. Auch hier beschränkt sich das Vorkommen aber weitgehend auf Schutzgebiete.
- Myanmar: Der Sambar ist noch weit verbreitet, allerdings ist die Population in den vergangenen dreißig Jahren um schätzungsweise 50 % eingebrochen.
- Thailand: Im Großteil des Landes ist der Sambar ausgestorben; nur in einigen Schutzgebieten gibt es noch Restpopulationen.
- Laos: Früher war der Sambar ein sehr häufiges Tier, inzwischen sind die Populationen extrem eingebrochen.
- Vietnam: Im Norden Vietnams, wo der Sambar einst häufig war, ist er inzwischen völlig oder beinahe ausgestorben. Im Süden ist die Situation ein wenig besser; so gibt es noch große Bestände im Cat-Tien-Nationalpark. In Vietnam wird inzwischen oft Fleisch von Muntjaks als „Sambarfleisch“ verkauft, da echte Sambars kaum noch gefunden werden.
- Kambodscha: Durch übermäßige Jagd steht es sehr schlecht um die heimischen Sambars; die Lage wird als noch dramatischer als in Laos und Vietnam eingeschätzt.
- Malaysia (Festland): Sambars kommen noch relativ häufig in Johor vor, ansonsten sind sie nahezu ausgestorben.
- Sumatra: Auf Sumatra ist der Sambar noch relativ häufig; die Populationen sind nicht akut bedroht.
- Borneo: Im malayischen Teil sind Sambars extrem selten geworden; in Sarawak stehen sie vor dem Aussterben, in Sabah soll die Lage etwas besser sein. Im indonesischen Teil Borneos sind Sambars noch relativ häufig.